# Castelcucco
Castelcucco är en ort och kommun i provinsen Treviso i regionen Veneto i Italien. Kommunen hade 2 288 invånare (2018).